# Gresin
Gresin ist eine Commune déléguée in der französischen Gemeinde Saint-Genix-les-Villages mit 376 Einwohnern (Stand 1. Januar 2022) im Département Savoie in der Region Auvergne-Rhône-Alpes.

## Geographie

### Lage
Gresin liegt am Westrand des Départements auf 413 m, etwa 19 km westlich der Präfektur Chambéry, 67 km ostsüdöstlich der Stadt Lyon und 47 km nördlich der Stadt Grenoble (Luftlinie). Nachbargemeinden von Gresin sind Saint-Maurice-de-Rotherens im Nordosten, Sainte-Marie-d’Alvey und Rochefort im Südosten, Saint-Genix-sur-Guiers im Südwesten sowie Champagneux im Nordwesten.

### Topographie
Die Fläche des 5,01 km2 großen Gebiets der Commune déléguée gehört zum Avant-Pays savoyard, dem von sanften Erhebungen geprägten savoyischen Vorland zwischen dem Grenzfluss Guiers und dem Südende der Hauptantiklinalen des Jura. Es umfasst einen sanft ansteigenden Hang, der sich vom Tal des Baches Côte-Envers in nordöstlicher Richtung bis zu den Ausläufern einer Geländekante erhebt, die weiter nördlich das Rhonetal einfasst. Auf dieser Geländekante erreicht der Gemeindeboden im Osten mit 730 m seine höchste Erhebung. Der Côte-Envers markiert die südliche Grenze der Commune déléguée und entwässert das Gebiet der Commune déléguée zur Rhone hin. Dieses wird hauptsächlich landwirtschaftlich genutzt, besitzt darüber hinaus zu etwa 30 % Wälder im Bereich der Geländekante. Außerhalb des Ortskerns stehen noch einige Weilersiedlungen und Gehöfte, darunter Malbuisson im Norden, Les Molasses im Westen und Le Pin im Südosten.

## Geschichte
Der Ort Gresin wurde um 1241 gegen Ende des Hochmittelalters erstmals als Pfarrei urkundlich erwähnt (Parrocchia de Gresino). Spätere Schreibweisen waren Grisinum und Grezin. Der Name geht auf das lateinische Gratianum zurück, was das Landgut einer Person namens Gratius bezeichnet. Unter der Oberhoheit von Savoyen-Piemont und bis zur Französischen Revolution gehörten die Dörfer Gresin, Les Molasses und Le Pin dem Marquis von Saint-Genix. Die Gemeinde hieß zu der Zeit Grésin-Lépin-et-Molasses.
Die Gemeinde Gresin wurde am 1. Januar 2019 zusammen mit Saint-Genix-sur-Guiers und Saint-Maurice-de-Rotherens zur Commune nouvelle
Saint-Genix-les-Villages zusammengeschlossen. Sie hat seither des Status einer Commune déléguée. Sie gehörte zum Kanton Bugey savoyard im Arrondissement Chambéry und war Mitglied im Gemeindeverband Val Guiers.

## Sehenswürdigkeiten

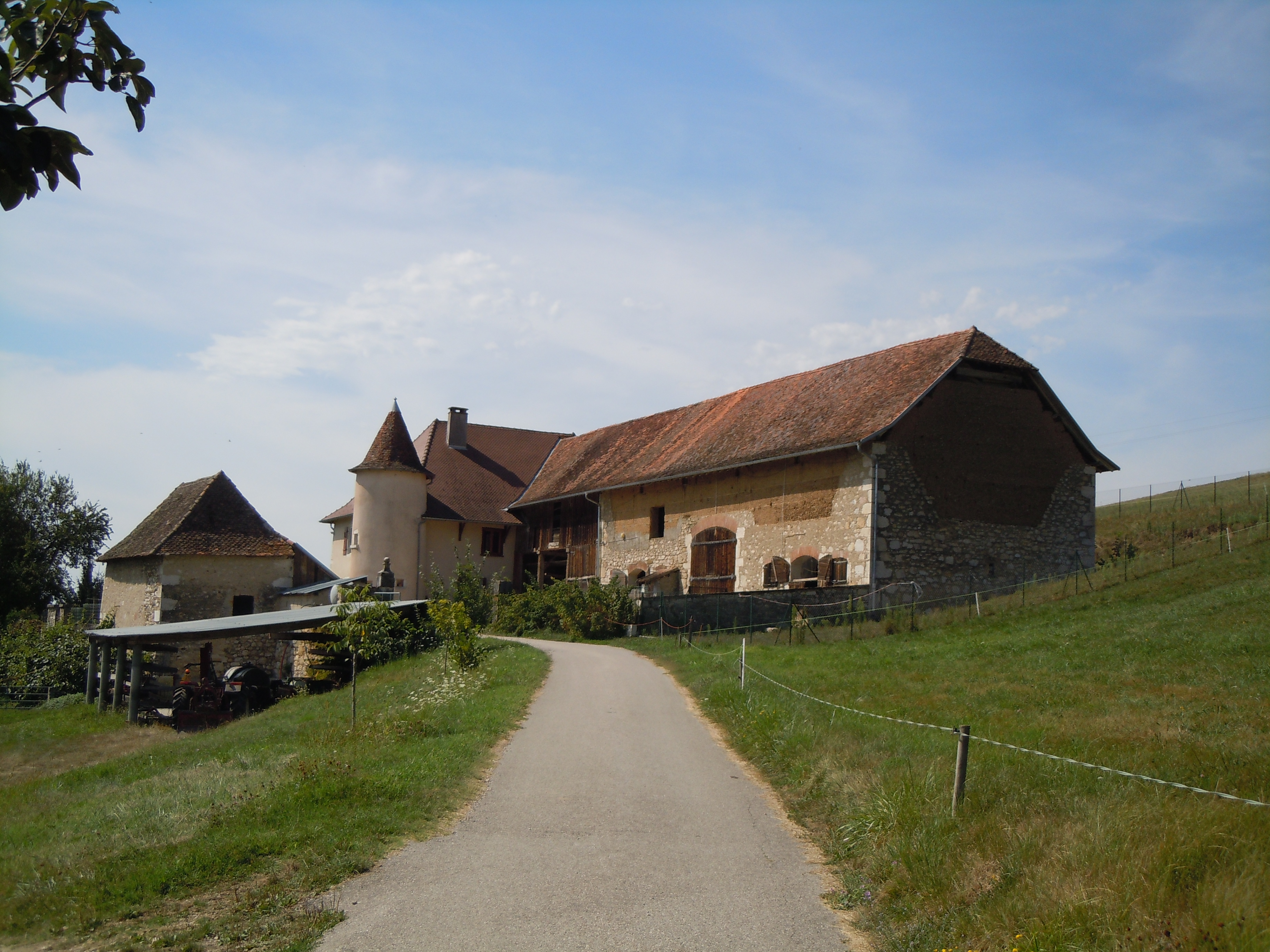
Festes Haus und Bauernhaus La Tour

Die Chapelle de Pignieux ist eine Station am Jakobsweg Via Gebennensis, der von Genf durch die Gemeinde nach Le Puy führt und dort an die Via Podiensis anschließt.

## Bevölkerungsentwicklung
| Jahr | Einwohner |
| ---- | --------- |
| 1962 | 285       |
| 1968 | 235       |
| 1975 | 184       |
| 1982 | 201       |
| 1990 | 235       |
| 1999 | 263       |
| 2006 | 328       |
| 2011 | 363       |

Mit 375 Einwohnern (Stand 1. Januar 2016) gehörte Gresin zu den kleinen Gemeinden des Département Savoie. Nachdem die Einwohnerzahl seit dem Anschluss Savoyens an Frankreich langsam aber kontinuierlich zurückgegangen war (1861 wurden noch 490 Einwohner gezählt), kehrte sich der Trend in den 1980er Jahren wieder um in eine leichte Bevölkerungszunahme. Die Ortsbewohner von Gresin heißen auf Französisch Grésonard(e)s.

## Wirtschaft und Infrastruktur
Gresin war bis weit ins 20. Jahrhundert hinein ein vorwiegend durch die Landwirtschaft geprägtes Dorf. Neben wenigen verbliebenen aktiven Höfen gibt es heute verschiedene Betriebe des lokalen Kleingewerbes. Mittlerweile hat sich das Dorf auch zu einer Wohngemeinde entwickelt. Viele Erwerbstätige sind Wegpendler, die in den größeren Ortschaften der Umgebung und der benachbarten Départements ihrer Arbeit nachgehen.
Die Ortschaft liegt abseits der größeren Durchgangsstraßen an einer Departementsstraße, die von Saint-Genix nach Novalaise führt. Eine weitere Straßenverbindung besteht mit der Nachbargemeinde Saint-Maurice-de-Rotherens. Der nächste Autobahnanschluss an die A43 (Lyon–Chambéry) befindet sich in neun Kilometern Entfernung bei Saint-Genix. Als Flughäfen in der Region kommen Lyon-St-Exupéry (Entfernung 67 km) und Chambéry-Savoie (29 km) in Frage.